# Bioplastia
Bioplastia es una plastia (del gr. πλαστός, formado o modelado), realizada con materiales biocompatibles con el organismo. Es un procedimiento infiltrativo o relleno, en el que se pueden utilizar diversas sustancias, como Polimetilmetacrilato (PMMA) que son biopolímeros de acrilatos, o bien sustancias como el Polidimetilsiloxano (PDMS) que son polímeros de siloxanos, también se utilizan compuestos de ácido hialurónico que está constituido por largas cadenas de carbohidratos complejos, 
además de compuestos orgánicos como el colágeno; todos con la finalidad de aumentar el volumen de algunas zonas del cuerpo, fundamentalmente del rostro.
El material es inyectado en los pacientes por medio de una cánula o también por microcánulas o con agujas hipodérmicas ultrafinas cuando el método es menos invasivo. Debe ser realizada por profesionales médicos especializados, por el riesgo que supone en manos no autorizadas; habiéndose dado casos de lesiones muy severas al ser realizada por personal sin formación específica, como cosmetólogos no médicos, esteticistas, etc. También se utilizaron materiales análogos estructurales en ortopedia, oftalmología, neurocirugía, sin embargo, pocas se apoyan en sólida evidencia científica.

## Historia
Entre 1979 y 1981 en los EE. UU. se realizó la fase III del programa de verificación clínica del colágeno bovino.
A partir de 1985 comienza a utilizarse el colágeno bovino para las correcciones de arrugas y cicatrices y se abre un amplio campo de estudio sobre las sustancias de relleno. Las sustancias de relleno son todas aquellas que se utilizan, independientemente de su procedencia o composición química, para ocupar o expandir el espacio de la dermis que, por diversos motivos, está disminuido o alterado.
La Bioplastia se inició en los años 1990, en los EE. UU. por el cirujano Ersek Robert.

## Indicaciones
Entre las áreas en que actúa la aplicaciones: 
- corrección de nariz (punta y dorso nasal),
- realce de pómulos,
- corrección de asimetría como síndrome de Parry Romberg,
- esclerodermia,
- traumas a nivel facial,
- aumento y moldeado de mentón,
- rejuvenecimiento del dorso de las manos,
- engrosamiento del pene y rejuvenecimiento de los labios mayores vaginales.

## Técnica
Durante el procedimiento primero el paciente pasa por una evaluación general previa.
 
Luego pasa a la técnica de marcación de los sitios de inyección del implante sea definitivo o reabsorbible, con anestesia local. Después de aplicar el bioimplante, se da al área un contorno y moldeo. 

La seguridad radica en la aplicación en planos profundos (intramuscular, dermis profunda) en pequeñas cantidades y en varias sesiones permitiéndole así a las micro esferas ser fijadas por la producción inducida de colágeno, elastina y fibroblastos.

El propio cuerpo produce tejido fibroso en torno al material aplicado y agrega al resultado de la intervención, con generación de fibroblastos como reacción normal al microtrauma y por el "efecto de cuerpo extraño" de la sustancia.
La elección del tipo de sustancia depende de la confiabilidad de la misma, de la experiencia del profesional tratante, del grado de envejecimiento del paciente, y del estado general del mismo. Un factor a tener en cuenta es el de la regularidad en el peso corporal, ya que los ascensos o descensos bruscos alteran los pliegues faciales.
De todos modos los nuevos siloxanos (siliconas) de grado médico nada tienen que ver con la problemática silicona industrial. Ya que a pesar de su parentesco químico el proceso de elaboración y las medidas de bioseguridad difieren en una y otra. 

De todos modos está claramente desaconsejada la inyección directa al cuerpo de cualquiera de los dos tipos de silicona, sea industrial o de uso médico (que está reservado principalmente al uso de prótesis) y sus usos cosméticos están prohibidos legalmente en varios países.
El empleo de silicona industrial generó grandes temores y confusiones. Pero la diferencia es clara, los biopolímeros permitidos en estética son los siloxanos de grado médico. Las siliconas de grado médico son aquellas que presentan una viscosidad entre 750 a 1000 centistokes. Un centistoke (cs+) tiene la misma viscosidad del agua.

## Complicaciones
La bioplastia se debe realizar en el propio ambiente del consultorio médico, bajo total desinfección del lugar y de las zonas a tratar. 

A pesar de la simpleza que parece rodear este tema, han surgido en ocasiones problemas, sobre todo cuando se inyectan en forma inadecuada grandes volúmenes. Lo cual no corresponderá técnicamente a la técnica en mención como sería la aplicación de biopolímeros, estos son derivados de silicona líquida (microesferas de dimetilpolisiloxano). 

Al infiltrarlos bajo la piel, el organismo los encapsula pudiendo dar lugar al origen a granulomas (siliconomas) que se manifiestan como abultamientos o tumores que solo pueden extraerse mediante el bisturí (muchas veces solo parcialmente); o bien ser tratados de manera médica y clínica con infiltración intralesional de corticoesteroides, u otros inmuno reguladores de inflamación
Pueden producir una reacción inflamatoria en el cuerpo capaz de durar días, meses o años, así como infección. 

Se han observado casos de migración arterial o venosa, a sitios remotos como las vías respiratorias, lo que puede causar edema pulmonar, embolismo y muerte. 
Los biopolímeros pueden migrar una vez infiltrados. Muchas veces los problemas con los biopolímeros aparecen años después de su utilización. 
A veces la silicona líquida provoca úlceras o fístulas. 

Se han reportado inflamación y hematomas en el sitio de la inyección, que desaparece gradualmente antes de las 2 a 6 semanas, con o sin pigmentación (se usará de ser necesario una crema despigmentante antiinflamatoria, preparada por su farmacéutico de confianza a base de ácido kojico, polilactico y mandelico).

Después de la aplicación se debe evitar la exposición al sol y usar pantallas de protección. Prácticamente se puede realizar las actividades cotidianas, excepto ejercicio. De existir pequeñas reacciones al material cosmético, una consulta con el dermatólogo decidirá si es o no necesaria la infiltración de 5-FU con triamcinolona en infiltración tópica, para eliminar una reacción por hiperfibrosis.